# Березова Поляна
Бере́зова Поля́на (рос. Берёзовая Поляна, башк. Березовая Поляна) — присілок у складі Благовіщенського району Башкортостану, Росія. Входить до складу Старонадеждинської сільської ради.
Населення — 27 осіб (2010; 27 в 2002).
Національний склад:
- росіяни — 44 %
- марійці — 44 %